# Brustury
Brustury (ukrainisch Брустурів; russisch Брустуры, polnisch Brustury) ist ein Dorf in der ukrainischen Oblast Iwano-Frankiwsk mit etwa 1400 Einwohnern (2001).

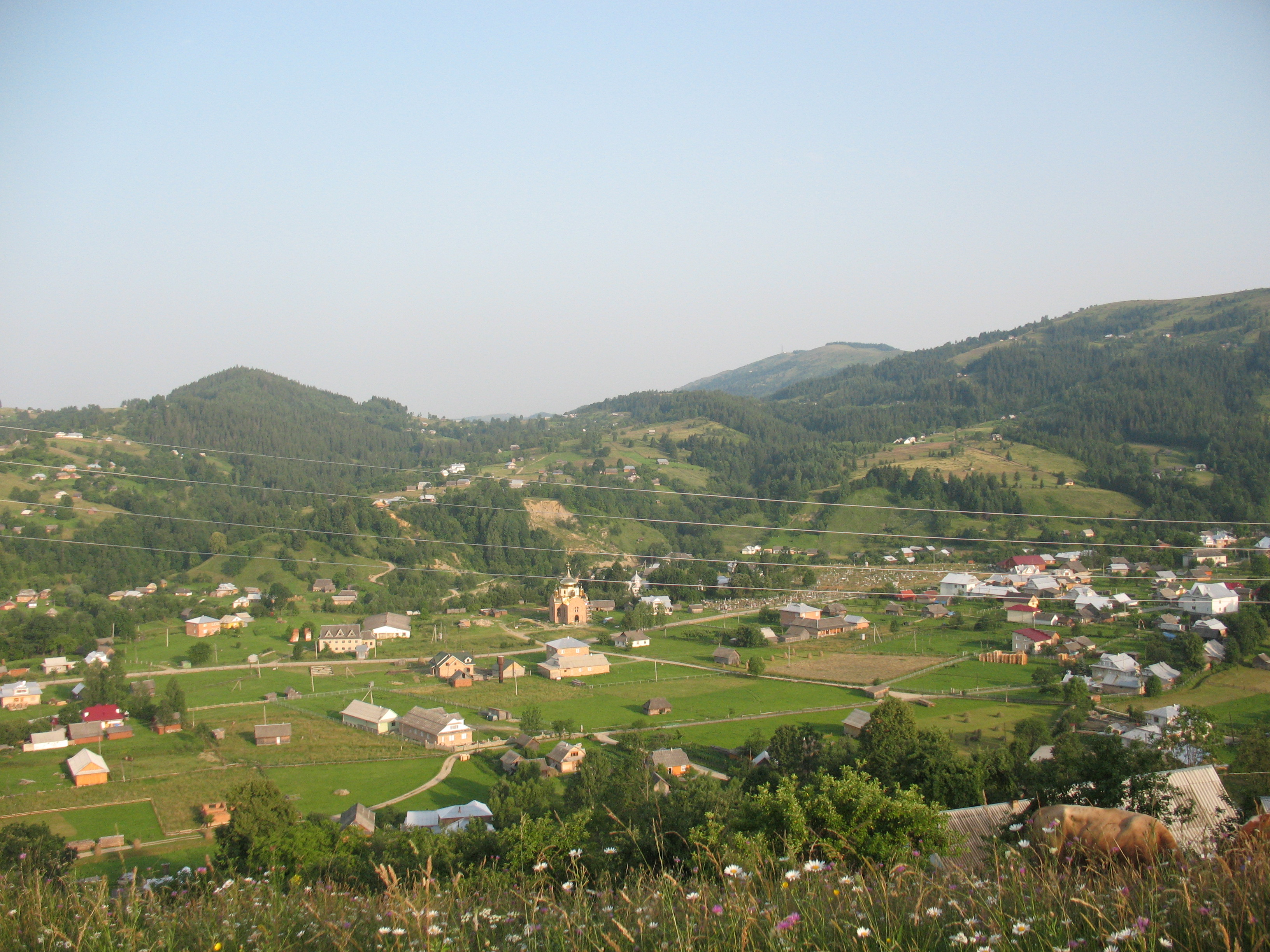
Brustury 2011

Seit dem 18. Dezember 2016 gehört der für seine künstlerischen Holzschnitzereien, Metallprodukte, Stickereien, Stoffe und Perlenornamente bekannte Ferienort administrativ zur Landgemeinde Kosmatsch (Космацька сільська громада Kosmazka silska hromada) im Rajon Kossiw.
Bis zum 3. März 2021 trug der Ort den ukrainischen Namen Brusturiw (russisch Брустуров/Brusturow) und wurde dann wieder auf deinen ursprünglichen Namen zurückbenannt.

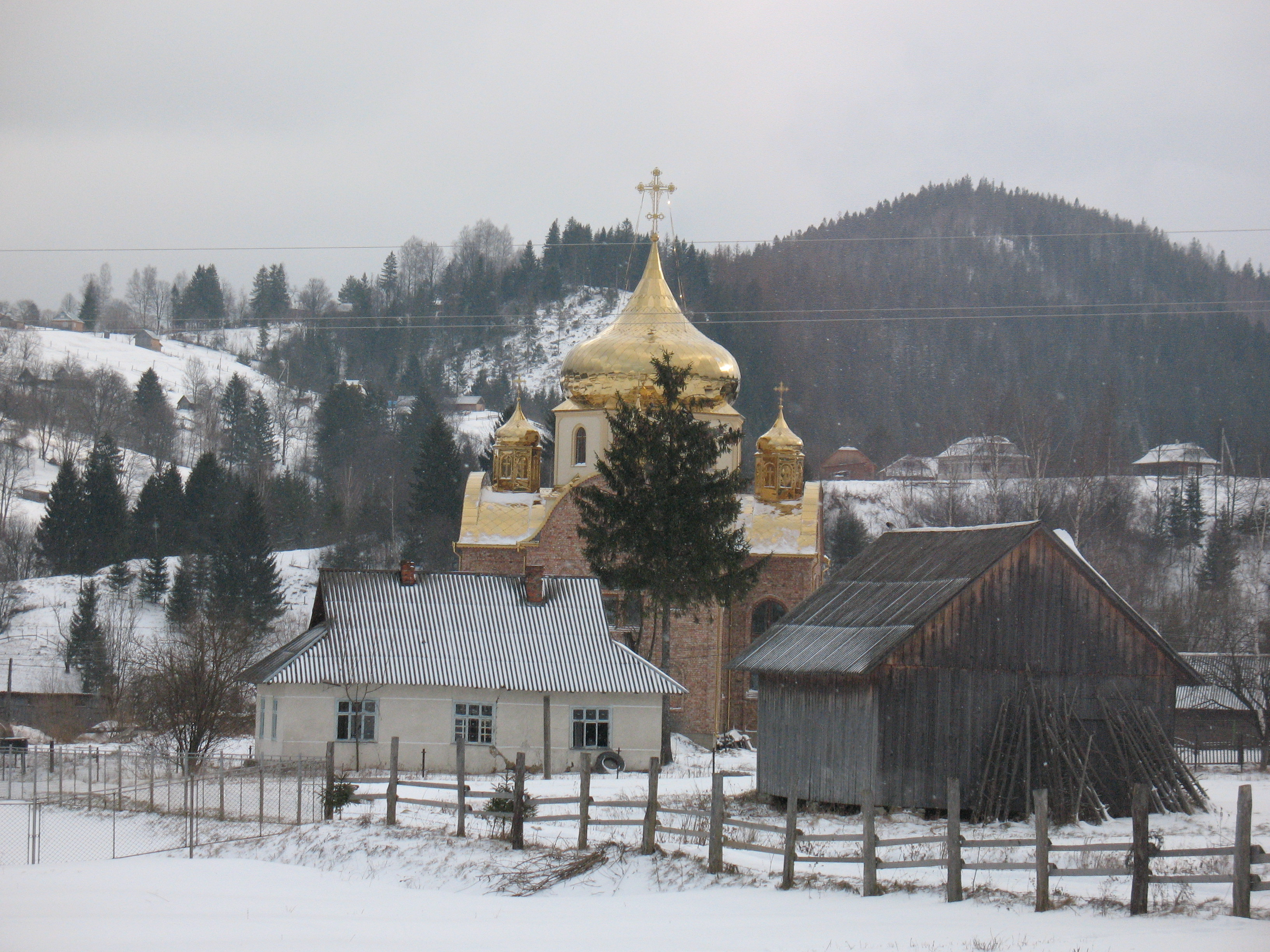
Himmelfahrtskirche im Winter

Die 1785 errichtete Himmelfahrtskirche der Ukrainisch-orthodoxen Kirche ist mit ihren zahlreichen Kunstwerken der huzulischen Kultur ein historisches und kulturelles Denkmal.  Außerdem gibt es im Dorf ein Volkshaus mit Bibliothek und ein Dorfmuseum für Volkskunst und Kunsthandwerk, eine Post, eine Bankfiliale sowie Handels- und Gastronomiebetriebe. Der öffentliche Nahverkehr verbindet die Ortschaft über eine Busverbindung mit dem Rajonzentrum Kossiw und der Stadt Kolomyja.

## Geografie
Die Ortschaft mit einer Fläche von 12,661 km² liegt in den Waldkarpaten auf einer Höhe von 581 m im Tal der 15 km langen Brusturka (Брустурка), einem Gebirgsbach, der über die Pistynka (Пістинька) und den Pruth der Donau zufließt.
Umgeben ist das Dorf von den Bergen Брусний Brusnyj (944 m), Віпчина Wiptschyna (764,5 m), Гига Hyha oder Білуха Bilucha (808 m), Кичера Kytschera (942 m), Буковець Bukowez (969 m) und Клифа Klyfa (669 m).
Brustury befindet sich 9 km südöstlich vom Gemeindezentrum Kosmatsch, 20 km westlich vom Rajonzentrum Kossiw und etwa 100 km südlich vom Oblastzentrum Iwano-Frankiwsk.

## Geschichte
Das 1609 /1610 gegründete Dorf, eine weitere Quelle nennt 1671 als Gründungsjahr, wurde von ungarischen Siedlern aus Transkarpatien in der historischen Region Pokutien gegründet.
Zunächst lag das Dorf bis 1772 in der Adelsrepublik Polen-Litauen und war dort Teil des Halitscher Land innerhalb der Woiwodschaft Ruthenien. Nach der ersten polnischen Teilung kam das Dorf 1772 an die Habsburgermonarchie und befand sich bis 1918 im Bezirk Kosów des österreichischen Kronlandes Königreich Galizien und Lodomerien. In den Jahren zwischen 1895 und 1910 verbrachte der Ethnograph, Schriftsteller und Großvater von Roman Schuchewytsch, Wolodymyr Schuchewytsch (Володимир Осипович Шухевич; 1849–1915), seine Sommerferien in Brustury und erforschte die Kultur der Huzulen.
Nach dem Ende des Ersten Weltkrieges war das Dorf kurzzeitig Bestandteil der Westukrainischen Volksrepublik, wurde dann einige Monate von rumänischen Truppen besetzt und anschließend Teil der Zweiten Polnischen Republik (Woiwodschaft Stanislau, Powiat Kosów, Gmina Pistyń).
Mit der Sowjetische Besetzung Ostpolens fiel die Ortschaft im September 1939 an die Sowjetunion, im Zweiten Weltkrieg wurde sie im Sommer 1941 von ungarischen Truppen und ab August 1941 von der Wehrmacht okkupiert und in den Distrikt Galizien eingegliedert.
Nach der Rückeroberung durch die Rote Armee im Frühjahr 1944 kam das Dorf erneut an die Sowjetunion, die es der Ukrainischen SSR zuschlug. In den 1940er und 1950er Jahren kämpften etwa 70 Dorfbewohner in den Reihen der Ukrainischen Aufständischen Armee (UPA) gegen die Sowjetunion. Nach dem Zerfall der Sowjetunion 1991 wurde das Dorf Teil der unabhängigen Ukraine.